# Vae Victis (album)
Vae Victis – jedyny album studyjny polskiego projektu muzycznego December’s Fire. Wydawnictwo ukazało się w 1996 roku nakładem wytwórni muzycznej Last Epitaph Productions. Wszystkie partie instrumentalne na płycie zarejestrował i skomponował Piotr Weltrowski. Gościnnie na albumie zaśpiewał lider formacji Behemoth – Adam "Nergal" Darski. Sesja nagraniowa odbyła się w sierpniu 1996 roku w gdańskim S.L. Studio.

## Lista utworów
Opracowano na podstawie materiału źródłowego.
1. "Vae Victis" (sł. Piotr Weltrowski, muz. Piotr Weltrowski) - 09:29
2. "Patrz, Jak Płoną Dzikie Róże..." (sł. Piotr Weltrowski, muz. Piotr Weltrowski) - 07:57
3. "Pragnę Twej Krwi" (sł. Piotr Weltrowski, muz. Piotr Weltrowski) - 08:24
4. "Anioł Samotnych" (sł. Piotr Weltrowski, muz. Piotr Weltrowski) - 11:01